# Flight 666
Iron Maiden: Flight 666 è un docufilm del gruppo musicale britannico Iron Maiden, pubblicato il 21 aprile 2009. La band viene ripresa durante il Somewhere Back in Time World Tour, tra febbraio e marzo 2008, nel corso del quale viaggiavano con il loro aereo, un Boeing 757 chiamato "Ed Force One", in cui i loro voli venivano indicati come "Flight 666".
Nella seconda parte sono state inserite delle performance eseguite, in 16 città diverse, nei vari paesi visitati.
In contemporanea all'uscita del DVD, gli Iron Maiden hanno pubblicato la versione audio del concerto in formato doppio CD, dal titolo Flight 666: The Original Soundtrack.

## Tracce
DVD 1 – Iron Maiden - Flight 666 The Film
1. The "Magic Carpet" Takes a Bow
2. A New Friend in Mumbai
3. Jetlag Is a Killer
4. Operatic in Sydney
5. "Stay Heavy" in Tokyo
6. Making Music in LA
7. South of the Border, Down Mexico Way
8. Costa Rica - "This Is the Thing!"
9. Horsing Around in Bogota
10. Football on Stage? It Must Be Brazil!
11. "The Further South We Go, The Hotter It Gets"
12. Back Up North (And Shivering)

DVD 2 – Bonus Disc - The Whole Set Live with a Track Filmed in Each of 16 Different Cities
1. Churchill's Speech – 0:43
2. Aces High – 4:49
3. 2 Minutes to Midnight – 5:57
4. Revelations – 6:28
5. The Trooper – 4:01
6. Wasted Years – 5:07
7. The Number of the Beast – 5:07
8. Can I Play with Madness – 3:36
9. Rime of the Ancient Mariner – 13:41
10. Powerslave – 7:28
11. Heaven Can Wait – 7:35
12. Run to the Hills – 3:59
13. Fear of the Dark – 7:32
14. Iron Maiden – 5:26
15. Moonchild – 7:29
16. The Clairvoyant – 4:38
17. Hallowed Be Thy Name – 7:52

## Formazione
Gruppo
- Bruce Dickinson – voce
- Dave Murray – chitarra, chitarra acustica in Moonchild
- Adrian Smith – chitarra, cori
- Janick Gers – chitarra
- Steve Harris – basso, cori
- Nicko McBrain – batteria

Altri musicisti
- Michael Kenney – tastiera